# Wuchereria
Wuchereria is een geslacht uit de orde Spirurida. Het zijn parasieten die leven in zoogdieren en daar filariasis veroorzaken.
Er zijn twee soorten:
- Wuchereria bancrofti (Cobbold, 1877)
- Wuchereria kalimantani Palmieri, Purnomo, Dennis & Marwoto, 1980